# Vincenzo Mazzacane

Vincenzo Mazzacane con la moglie Errichetta e i figli Franz, Elio, Carlo e Katia.

Vincenzo Mazzacane (Cerreto Sannita, 17 gennaio 1878 – Napoli, 2 marzo 1956) è stato un magistrato e storico italiano.

## Vita
Nato da un'antica ed illustre famiglia cerretese nel 1878, studiò giurisprudenza a Napoli. 
Entrato giovanissimo in magistratura, esercitò la sua professione a Napoli dove continuò a coltivare profondo interesse per la storia della sua terra natia come testimoniano numerose opere che lui scrisse. 
La sua prima opera (1907) riguardò la trascrizione e la pubblicazione degli antichi Statuti di Cerreto Sannita, redatti nel 1541. 
Nel 1911, dopo nove anni di intenso lavoro di ricerca, diede alle stampe le "Memorie storiche di Cerreto Sannita", ristampate nel 1990 a cura del nipote Aldo Mazzacane. 
Collaborò in diverse riviste e periodici locali scrivendo numerosi saggi sulla storia locale. 
Andò in pensione nel 1949 con il grado di primo presidente onorario della Corte d'Appello. 
Morì a Napoli nel 1956.
La ricca collezione di ceramiche cerretesi del Mazzacane è stata concessa in comodato nel 2012
```
al Comune di Cerreto Sannita al fine di essere esposta nel 
museo civico e della ceramica cerretese
.
```

## Opere
- Gli Statuti di Cerreto (1907)
- L'industria dei panni lana nella vecchia Cerreto (1907)
- Notizie e scritti inediti di Andrea Mazzarella (1910)
- Memorie storiche di Cerreto Sannita (1911)
- Ceramisti cerretesi (1916)